# 田瀬慎之介
田瀬 慎之介（たせ しんのすけ、1987年2月19日 - ）は、日本のラグビー選手。

## プロフィール
- 山形県出身[1]。
- ポジションはスタンドオフ(SO)。
- 身長 173cm、体重 75kg
- U19日本代表スコッドに選ばれたことがある[2]。

## 略歴
2005年、山形中央高校卒業後、関東学院大学に入る。
2009年、関東学院大学卒業後、キヤノン（現・キヤノンイーグルス）に加入。
2013年、キヤノンイーグルスを退団した。